# 켈리 해링턴
켈리 앤 해링턴(영어: Kellie Anne Harrington, 1989년 12월 11일~)은 아일랜드의 권투 선수이다. 2020년 하계 올림픽과 2024년 하계 올림픽에서 라이트급 금메달을 획득했으며 또한 세계 선수권 대회에서 금메달 1개와 은메달 1개를 획득했다. 또한 유러피언 게임과 유럽 선수권 대회에서 금메달 1개 획득했다.

## 경력
사우스더블린주 탈라를 연고로 하는 성 메리 복싱 클럽 소속으로 뛰고 있다.
2016년 5월 카자흐스탄 아스타나에서 열린 2016년 세계 선수권 대회 라이트웰터급에 참가해 중국의 양원루의 뒤를 이어 은메달을 획득했다.
2017년 8월 이탈리아 카시아에서 열린 2017년 유럽 연합 선수권 대회에 참가하여 핀란드의 미라 폿코넨의 뒤를 이어 은메달을 획득했다. 이듬해인 2018년 6월 불가리아 소피아에서 열린 2018년 유럽 선수권 대회에 참가하여 동메달을 획득했다.
같은 해 11월 인도 뉴델리에서 열린 2018년 세계 선수권 대회 라이트급 경기에 출전하여 태국의 수다뽄 시손디를 꺾고 금메달을 획득했다.
2021년 6월 프랑스 빌봉쉬르이베트에서 열린 2020년 올림픽 유럽 예선에서 영국의 캐롤라인 듀보이스를 꺾고 올림픽 본선 진출권을 획득했다.

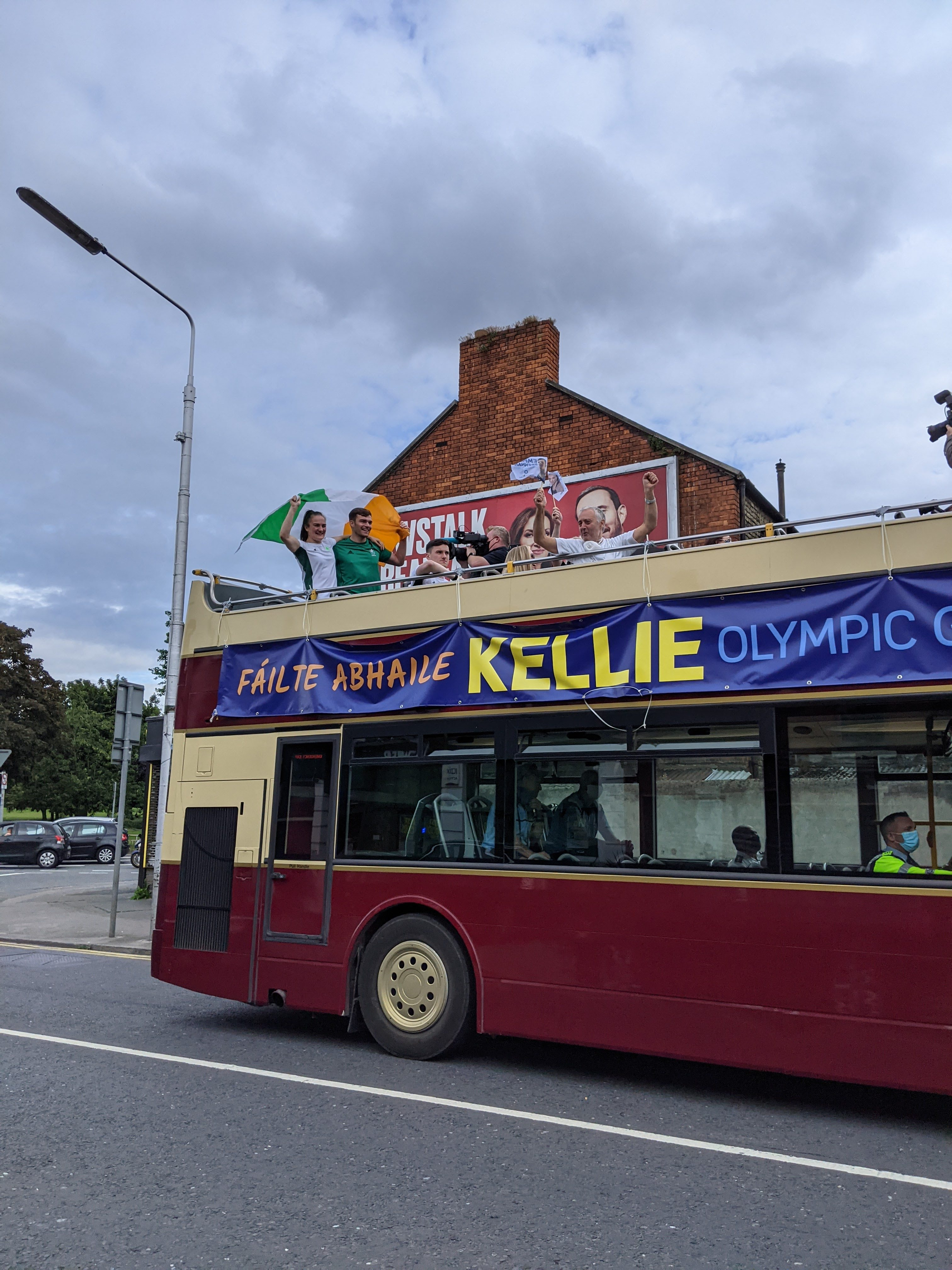
2020년 하계 올림픽에서 돌아오는 중인 켈리 해링턴과 에밋 브레넌.

해링턴은 일본 도쿄에서 열리는 2020년 올림픽에 아일랜드 선수단 중 한 명으로 참가했다. 그녀는 7월 23일에 열린 개막식에 아일랜드 선수단의 여성 기수를 맡았다. 올림픽 본선에서는 라이트급 종목 경기에 참가하였다. 첫 경기에서 이탈리아의 레베카 니콜리를 5–0 로 승리하여 8강에 진출하였고, 8강전에서 알제리의 이만 흘리프를 5–0 점수로 승리하고 최소 동메달을 확보했다. 해링턴은 8월 5일에서 열린 준결승전에서 시손디를 3–2로 승리하고, 결승전으로 진출하였다. 그녀는 8월 8일에 결승전 경기를 치렀고 브라질의 베아트리스 페헤이라를 5–0으로 승리하면서 금메달을 획득하였고 아일랜드의 3번째 올림픽 복싱 챔피언이 되었다.
금메달 획득 후 대통령 마이클 D. 히긴스, 아일랜드의 총리인 마이클 마틴은 케이티 테일러와 마이클 캐루스와 함께 해링턴에게 우승을 축하하였다.